# Imogen Cooper
Pour les articles homonymes, voir Cooper.
Imogen Cooper, née le 28 août 1949 à Londres, est une pianiste britannique.

## Biographie
Imogen Cooper est la fille du musicologue Martin Cooper. Après avoir étudié le piano à Londres avec Kathleen Long, elle entre à 12 ans au conservatoire de Paris où elle étudie avec Jacques Février et Yvonne Lefébure. Elle y gagne le premier prix de piano. Elle étudie ensuite à Vienne avec Alfred Brendel, Jörg Demus et Paul Badura-Skoda.
Connue surtout pour ses interprétations de Franz Schubert et Robert Schumann, elle s'intéresse aussi à la musique contemporaine, créant des œuvres comme Traced Overhead de Thomas Adès ou, en 2003, Decorated Skin de Deirdre Gribbin.
En plus de sa carrière en soliste, elle se produit en musique de chambre, par exemple avec Sonia Wieder-Atherton, et en accompagnement de lieder. Sa collaboration avec le baryton Wolfgang Holzmair est spécialement notable.
En 1999, elle est faite docteur honorifique à l'Université d'Exeter.
La reine Élisabeth II la fait commandeure de l'ordre de l'Empire britannique (CBE) en 2007.
En 2012-2013 elle est professeure invitée à l'Université d'Oxford.

## Discographie

### Soliste
- 1995 – Robert Schumann, Humoreske Op. 20, Kreisleriana op. 16 ; Johannes Brahms, Sept Fantaisies, op. 116 (BBC Music Magazine)
- 2004 – Wolfgang Amadeus Mozart, Concerto pour piano nº 27, avec l'Australian Chamber Orchestra dirigé par Richard Tognetti (ABC Classics 481 0190)
- 2005 – Wolfgang Amadeus Mozart, Concerto pour piano nº 9 et nº 23, avec le Northern Sinfonia (Avie)
- 2007 – Beethoven, Sonate pour piano nº 28 ; Mozart, Sonate pour piano n° 8 K.310 ; Maurice Ravel, Miroirs (Wigmore Hall)
- 2008 – Wolfgang Amadeus Mozart, Concerto pour piano nº 24 et nº 25, avec le Northern Sinfonia (Avie)
- 2008 – Schubert Live, Volume 1 : Sonate pour piano nº 20, Drei Klavierstücke, D.946, Sonate pour piano nº 16, Sonate pour piano nº 17 (Avie)
- 2009 – Schubert Live, Volume 2 : Sonate pour piano nº 19, Moments musicaux D. 780, 16 Deutsche Tänze D.783, Sonate pour piano nº 18, Impromptus D. 935 (Avie)
- 2009 – Schubert Live, Volume 3 : 12 Deutsche Tanze D.790, Sonate pour piano nº 14, Sonate pour piano nº 15, Impromptus D. 899, Sonate pour piano nº 21 (Avie)
- 2010 – Wolfgang Amadeus Mozart, Concerto pour piano nº 18 et nº 22, avec le Northern Sinfonia (Avie)
- 2013 – Robert Schumann, Fantasiestücke op. 12, Kreisleriana op. 16 ; Johannes Brahms, Thème et variations, extrait du Sextuor à cordes nº 1 (Chandos)

### Musique de chambre
Avec Anne Queffélec
- 2000 – Schubert: Œuvres pour piano à quatre mains (Erato)

Avec Sonia Wieder-Atherton
- 2008 – Sonia Wieder-Atherton Plays Brahms et Bach (RCA Red Seal)

Avec Sonia Wieder-Atherton et Raphaël Oleg
- 1998 – Schubert - Trios pour piano et cordes op. 99 et op. 100, Sonate Arpeggione (2CD RCA Victor)

### Lieder
Avec Wolfgang Holzmair
- 1995 – Schubert : Schwanengesang (Philips Classics)
- 1995 – Schumann : Dichterliebe ; Liederkreis (Philips)
- 1996 – Schubert : Winterreise (Philips)
- 1999 – Schubert : Die schöne Müllerin (Philips)
- 2000 – An die ferne Geliebte (Polygram)
- 2002 – Robert et Clara Schumann : Lieder (Philips)
- 2003 – Eichendorff Lieder (Philips)
- 2004 – Die Schöne Müllerin ; Winterreise ; Schwanengesang (Philips)

## Prix
- 1969 : Mozart Memorial Prize[1]
- 2008 : prix de la Royal Philharmonic Society[5]